# Mouillepunt
Mouillepunt is een voorstad van Kaapstad. Volgens de volkstelling van 2001 heeft Mouillepunt een bevolking van 1.056 inwoners.